# Jozef Adamec
Jozef Adamec (Vrbové, Checoslovaquia; 26 de febrero de 1942-Trnava, Eslovaquia; 24 de diciembre de 2018) fue un futbolista y entrenador eslovaco. Jugaba de delantero y fue internacional con la selección de fútbol de Checoslovaquia

## Biografía
Desarrolló la mayor parte de su carrera en el FC Spartak Trnava (1959-61, 1963-64, 1966-76). Durante el servicio militar (1961-63) jugó en el Dukla Praha. También perteneció una temporada al Slovan Bratislava (1964-65) y en los últimos años de su carrera jugó en el Slovan Wien (1977-80), un equipo de las categorías inferiores de la liga austríaca.

### Carrera
Jugó 383 partidos en la Liga Checoslovaca anotando 170 goles estando en el Top Ten de todos los tiempos. Participó en 44 juegos con la Selección de Checoslovaquiea anotando 14 goles. Participó en la Copa del Mundo de 1962 en Chile en donde fueron subcampeones y en la Copa del Mundo de 1970 en México.
Su actuación más recordada fue el hat-trick (3 goles en un partido) contra Brasil quedando el partido a favor por 3:2 jugado el 23 de junio de 1968 en Bratislava. De manera errónea siempre fue recordado como el primer jugador en anotar en tres ocasiones en un partido contra Brasil, pero Ernst Wilimowski anotó 4 goles en un partido en la Copa del Mundo de 1938 contra Brasil.
Sus 170 goles en 383 partidos siguen siendo el tercer mejor registro de todos los tiempos en la liga checa. Con la selección, Adamec jugó 44 partidos desde 1960 a 1974, en los que logró 14 goles. Sin embargo, el gran momento deportivo de la selección checa, la final del campeonato del mundo de 1962, lo vivió desde el banquillo. En el siguiente mundial, Inglaterra 1966, Checoslovaquia no llegó a clasificarse. En 1970 Checoslovaquia asistió al mundial de México 70 y en su debut fue goleado 4-1 por Brasil que sería el campeón en esa Copa del Mundo.

## Retiro
Después de su retiro como jugador, Adame comenzó como asistente de entrenador en el Spartak Trnava. Fue más tarde entrenador del Dukla Banská Bystrica, Tatran Prešov, Spartak Trnava, Slovan Bratislava y el Inter Bratislava. De 1999 al 2001 fue entrenador del equipo nacional de Eslovaquia.